# ニシキベラ属
ニシキベラ属（ニシキベラぞく、学名：Thalassoma）はスズキ目ベラ科に含まれる属。
Kuiter(2015)によれば28種類が知られているが、インドー太平洋に種が多い。ほとんどの種が派手な色彩であり、観賞魚として飼育されることもある。また水族館ではよく見られる仲間である。

## 属の特徴
体は細長いものが多い。多くの種では尾鰭の上下端が伸びる。色彩は多くの種で雄のほうが雌より派手な色をしている。幼魚は互いによく似ているものが多く、混同されやすいので注意が必要。一部の種では種間交雑により生じたと思われる個体も知られている。熱帯性のものが多い属であるが、温帯域を好む種もいる。ニシキベラやターキッシュラス(オーネイトラス)などはその典型的なものである。一部の種は食用となっているが、概ね食用とはされていない。観賞魚として飼育もされるが、ある程度広い水槽が必要になる。
概ね夜間は岩陰などで休息する。

## 属に含まれる種
並びは属名のアルファベット順。種の標準和名があるものはそれを、ないものはKuiter(2015)に従った。
- コガシラベラ Two-tone wrasse Thalassoma amblycephalum (Bleeker, 1856)
- アセンションラス Ascension wrasse Thalassoma ascensionis (Quoy & Gaimard, 1834)
- ハワイアンブラックテールラス Hawaiian blacktail wrasse Thalassoma ballieui (Vaillant & Sauvage, 1875)
- ブルーヘッド Bluehead Thalassoma bifasciatum (Bloch, 1791)
- ニシキベラ Cupid wrasse Thalassoma cupido (Temminck & Schlegel, 1845)
- サドルラス Saddle wrasse Thalassoma duperrey (Quoy & Gaimard, 1824)
- ブルーバックラス Blueback wrasse Thalassoma genivittatum (Valenciennes, 1839)
- サンセットラス Sunset wrasse Thalassoma grammaticum Gilbert, 1890
- セナスジベラ Six-barred wrasse Thalassoma hardwicke (Bennett, 1830)
- ゴールドバーラス Goldber wrasse Thalassoma hebraicum (Lacepède, 1801)
- ハイザーラス Heiser's wrasse Thalassoma heiseri Randall & Edwards, 1984
- ヤンセンニシキベラ Jansen's wrasse Thalassoma jansenii (Bleeker, 1856)
- アラビアンキューピッドラス Arabian cupid wrasse Thalassoma loxum Randall & Mee, 1994
- ガラパゴスレインボーラス Garapagos rainbow wrasse Thalassoma lucasanum (Gill, 1862)
- オトメベラ Moon wrasse Thalassoma lunare (Linnaeus, 1758)
- ヤマブキベラ Yellow moon wrasse  Thalassoma lutescens (Lay & Bennett, 1839)
- ニュートンズラス Newton's wrasse Thalassoma newtoni (Osório, 1891)
- ブラジリアンレインボーラス Brazilian rainbow wrasse Thalassoma noronhanum (Boulenger, 1890)
- ターキッシュラス Turkish wrasse Thalassoma pavo (Linnaeus, 1758)
- キヌベラ Surge wrasse Thalassoma purpureum (Forsskål, 1775)
- ハコベラ Red-ribbon wrasse Thalassoma quinquevittatum (Lay & Bennett, 1839)
- ロバートソンズラス Robertson's wrasse Thalassoma robertsoni Allen, 1995
- リュッペルズラス Ruppel's wrasse Thalassoma rueppellii (Klunzinger, 1871)
- リボンラス Ribbon wrasse Thalassoma schwanenfeldii (Bleeker, 1853) - この学名は従来セナスジベラの異名とされた[2]
- セブンバンドラス Seven-band wrasse Thalassoma septemfasciatum Scott, 1959
- リュウグウベラ Green-barrd wrasse Thalassoma trilobatum (Lacepède, 1801)
- ロングフィンドラス Long-finned wrasse Thalassoma virens Gilbert, 1890